# ميركوت
ميركوت (بالإنجليزية: Myrkott) هي شركة إنتاج واستديو رسوم متحركة سعودي تأسست سنة 2014 على يد مالك نجر، وعبد العزيز المزيني وشركاء آخرون. يتولّى عبد العزيز المزيني مهام الرئيس التنفيذي لشركة ميركوت، أما مالك نجر فهو حاليًّا الرئيس التنفيذي الإبداعي في الاستديو.
أنتج الاستديو عدّة أعمال أبرزها مسلسل مسامير الكرتوني الذي لأول مرة في 2011، حتى إصدار مسامير: الفيلم في 7 يناير 2020، وهو أول فيلم رسوم متحرّكة سعودي يُعرض في صالات السينما المحليّة والعربيّة. وله عدّة أعمال أخرى وشراكات بارزة.

## التأسيس
بدأ الشريك المؤسس والرئيس التنفيذي الإبداعي في ميركوت، مالك نجر، نشر حلقات مسلسل الرسوم المتحركة مسامير في فبراير 2011، وبعدها بعام أُسست شركة «لومنيك» في شراكةٍ مع فيصل العامر وعبد العزيز المزيني. كانت التجربة حسب وصف مالك لها، ورغم الخبرة التي اكستبوها، تجربةً سيّئة إداريًا وليس من ناحية المنتج وذلك نتيجة المركزية في الإدارة. لاحقًا بعد عامين وفي أواخر سنة 2014 حُلّت الشركة. تلا ذلك تأسيس شركة ميركوت، ونُقلت الحقوق الفكرية لمسامير إليها، واستُشيرت شركةٌ مختصّة لوضع دستور لتأسيس الشركة، ووضع لها مجلس إدارة، واختير عبد العزيز المزيني رئيسًا تنفيذيًّا لها.

## التوقف
في يوليو 2024، صدر حكم قضائي بسجن الكاتب والمنتج السعودي عبد العزيز المزيني لمدة 13 عاماً، إضافةً إلى منعه من السفر لمدة مماثلة، بعدما وجه له القضاء اتهامات بالترويج للإرهاب والمثلية الجنسية عبر مسلسله الكرتوني "محافظة مسامير".
وأعلن عبد العزيز المزيني أنّ المحكمة العليا تنظر في القضية حالياً، مشيراً إلى أنّ المدعي العام كان قد طالب بسجنه 25 عاماً ومنعه من السفر لمدة مماثلة، ثمّ خفضت محكمة الإرهاب الحكم إلى 13 عاماً في يونيو/ حزيران الماضي. كما كشف أنّ القرار القضائي اضطره لصرف العاملين في شركته.

## الأعمال

### الأفلام
- مسامير (2020)

### المسلسلات
- مسامير (2011)
- سنبر (2016)
- يعرب (2018)
- محافظة مسامير (2021)

## الشراكات

### الشراكة مع دارة الملك عبد العزيز
في 27 ديسمبر 2017، وقعت دارة الملك عبد العزيز ممثلة في مشروع «أنتمي» وشركة ميركوت، عقد شراكة لتحويل أجزاء معتمدة من تاريخ الجزيرة العربية وتاريخ المملكة إلى مسلسل رسوم متحركة، وذلك في مقر الدارة بالرياض. ووقع العقد الأمين العام المكلف لدارة الملك عبد العزيز الدكتور فهد بن عبد الله السماري، والرئيس التنفيذي لشركة ميركوت عبد العزيز المزيني، ضمن سعي الدارة ممثلة في وحدة التطوير الإعلامي إلى تقريب التاريخ الوطني وتاريخ الجزيرة العربية إلى الأجيال الجديدة، وتعزيز المحتوى الرقمي للتاريخ العربي والإسلامي بالاستفادة من التقنية الحديثة وكنوز القيم الحضارية للجزيرة العربية ومآثرها.
قامت ميركوت بموجب العقد بتطوير اثني عشر حلقة عن تاريخ الجزيرة العربية، وأطلقتها في مسلسلٍ باسم يعرب، والذي بُثّت أوّل حلقاته على قناة ميركوت على اليوتيوب في 31 مايو 2018، وجاءت بعنوان «إرم».

### الشراكة مع نيتلفكس
كانت نيتفلكس قد عرضت فيلم مسامير على منصتها في 19 مارس 2020، وبترجمة لأكثر من 30 لغة مختلفة يكون متاحًا لأكثر من 167 مليون مشاهد في أكثر من 190 دولة حول العالم.
في 16 سبتمبر 2020، أعلنت شركة نتفليكس في منطقة الشرق الأوسط وشمال أفريقيا وشركة ميركوت توقيع اتفاقيّة حصريّة بين الشركتين ستمتد لـ5 سنوات. الاتفاقية تضمّنت إنتاج ونشر مجموعة أعمال كبيرة، منها مواسم وأفلام مسامير القادمة بالإضافة إلى إنتاج مسلسل أصلي جديد وفيلم روائي طويل. وذكر حساب نتفليكس على تويتر أن «جميع مواسم #مسامير السابقة، مواسم جديدة وحصرية، بالإضافة لأفلام مسامير القادمة وترخيص أصلي جديد لمسلسل رسوم متحركة للكبار، وترخيص لفيلم روائي أصلي، وكل هذا قريبًا على نتفليكس.». كما ذكر الرئيس التنفيذي لشركة ميركوت، عبد العزيز المزيني، في تغريدة نشرها على حسابه الخاص في تويتر: «صنعنا التاريخ بإطلاق أول فيلم تذاكر يربح في شباك التذاكر السعودي، واليوم نعلن عن أول شراكة من نوعها في المنطقة. اتفاقية شراكة إنتاج ونشر للخمس سنوات القادمة مع نتفليكس. نجاحنا ما هو نجاح لميركوت فقط. بل نجاح للإنتاج السعودي».

## وصلات خارجية
- الموقع الرسمي